# Eugene Bullard

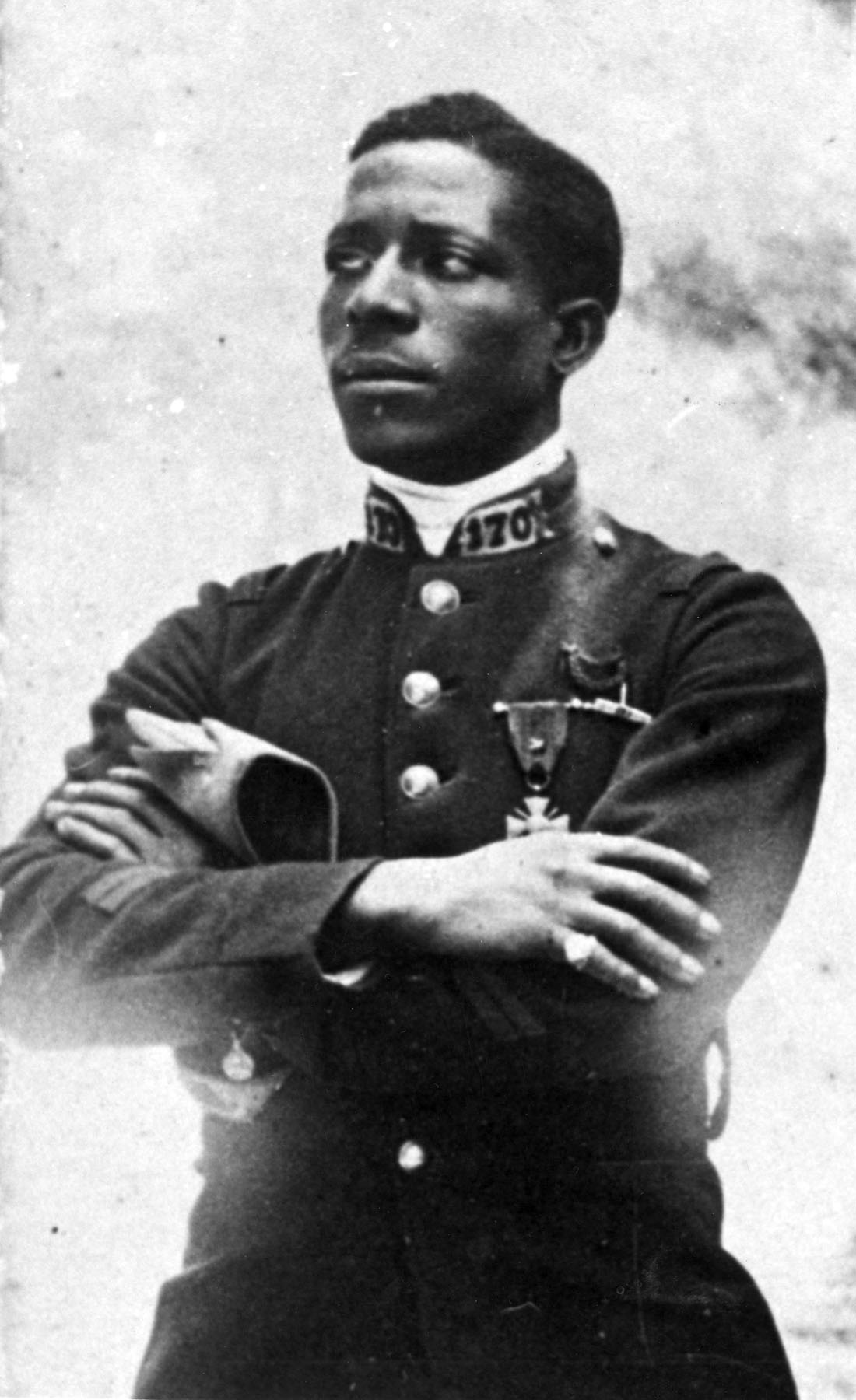
Eugene Bullard

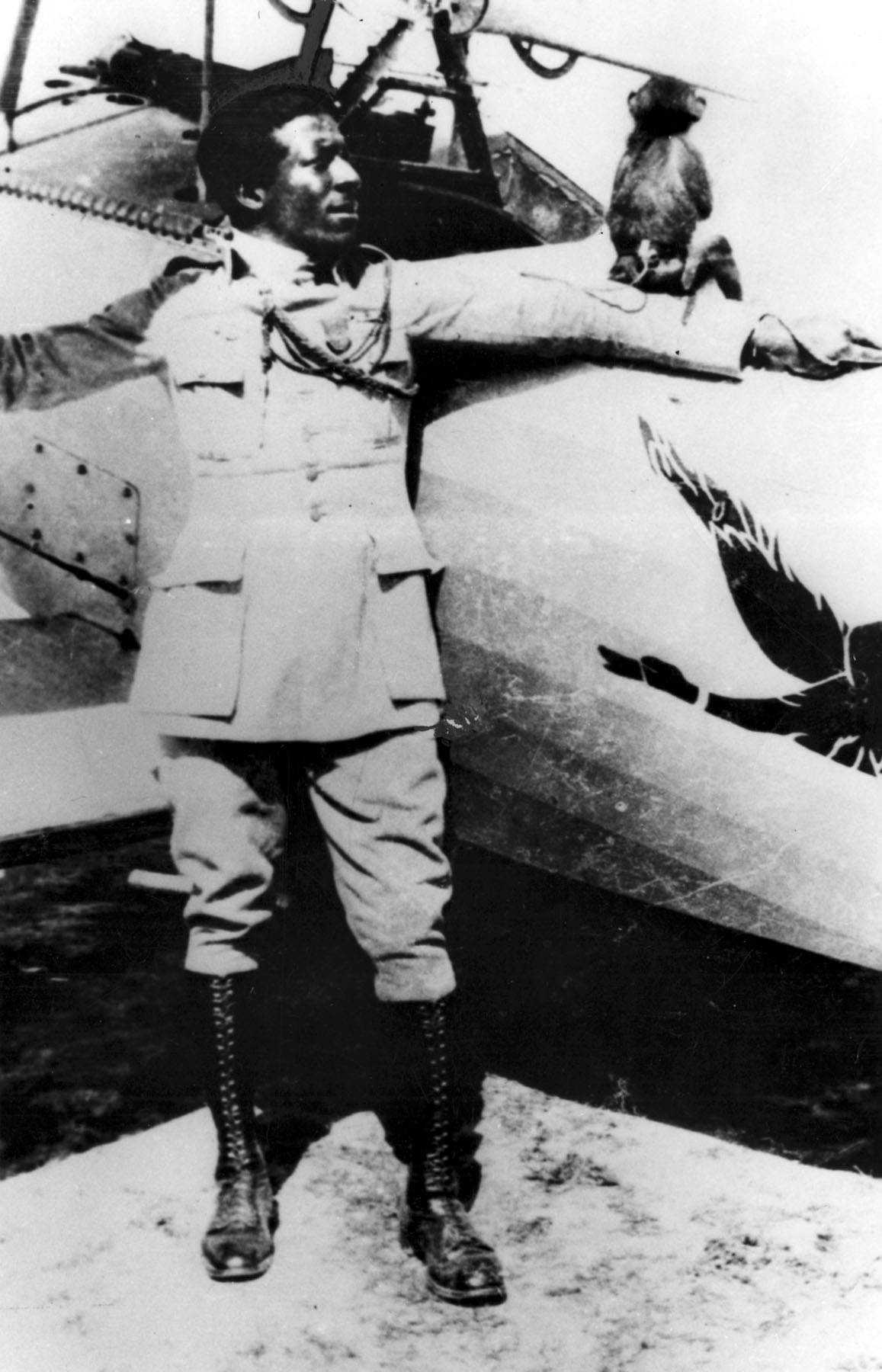
Bullard in 1917 bij zijn vliegtuig

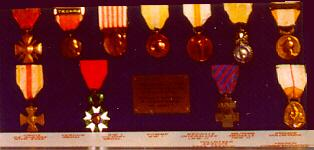
Kader met de medailles van Eugene Bullard

Eugene Jacques Bullard (Columbus (Georgia), 9 oktober 1894 - New York, 12 oktober 1961) was de eerste zwarte Amerikaanse piloot die in de Eerste Wereldoorlog gevlogen heeft in en voor Frankrijk.

## Biografie
Eugene Bullard was zevende van tien kinderen van William O. Bullard (gekend als Big Chief Ox) en Josephine Thomas een indiaanse van de Creek. Zijn moeder overleed op drieëndertigjarige leeftijd, toen Eugene vijf jaar oud was, waarna zijn vader alleen voor het gezin zorgde. Eugene reisde als verstekeling per schip naar Schotland, om te ontsnappen aan racistische discriminatie en rassensegregatie in Georgia, nadat hij eerst een tijd in de Verenigde Staten had rondgezworven op zoek naar geld voor de overtocht. In die periode verdiende hij een tijdje geld als jockey. Als kind was hij naar eigen zeggen getuige geweest van de nipte ontsnapping van zijn vader aan een lynchpartij. In het Verenigd Koninkrijk kwam hij aan de kost als bokser en als medewerker in een music hall.
Na een reis naar Parijs besloot hij daar te blijven en trad toe tot het Frans Vreemdelingenlegioen bij het uitbreken van de Eerste Wereldoorlog in 1914. Hij werd gewond in 1916 bij de slag om Verdun en ontving het Croix de Guerre. Hij trad toe bij de in 1916 opgerichte Escadrille La Fayette van het Armée de l'Air, waar hij als eerste zwarte Amerikaanse jachtpiloot geschiedenis maakte. Hij vloog voor het 93ste squadron met Franse SPAD-vliegtuigen. Hij haalde twee vijandige toestellen neer. Zijn bijnaam daar was The Black Swallow of Death.
Met de intrede van de Verenigde Staten in de oorlog in 1917 wierf vanaf augustus 1917 de United States Army Air Service onder de Amerikaanse vrijwilligers-piloten van het Escadrille La Fayette. Hoewel Bullard slaagde voor de medische testen werd hij toch niet toegelaten tot het Amerikaans leger, omdat dit toen geen zwarten toeliet als piloten.
Bij een off duty-vechtpartij met een andere Franse officier werd hij ontslagen uit het Armée de l'Air en in januari 1918 overgeplaatst naar de infanterie, waar hij verder diende tot de wapenstilstand.
Bullard bleef in Frankrijk en werkte eerst in een paar nachtclubs, om er vervolgens zelf een uit te baten. Hij huwde een Franse gravin, maar dit huwelijk mondde vrij snel uit in een echtscheiding.  Bullard nam de zorg van de twee dochters uit dit huwelijk op zich. Zijn werk in de Parijse nachtclubs bracht hem in contact met vele showbusiness figuren, waarbij hij onder meer Josephine Baker, Louis Armstrong en Langston Hughes tot zijn vrienden mocht rekenen. Bij het begin van de Tweede Wereldoorlog werd hij door de Franse geheime diensten gecontacteerd voor spionageopdrachten. Door zijn kennis van het Duits kon hij spioneren bij de Duitse manschappen die zijn club in Parijs bezochten.
Na de Duitse invasie in Frankrijk in 1940 vluchtte hij met zijn dochters de stad uit naar het zuiden. In Orléans vocht hij mee met Franse militairen ter verdediging van de stad. Hij raakte gewond aan zijn rug en vluchtte met de hulp van een Frans spion via Spanje naar de Verenigde Staten, waar hij in juli 1940 toekwam.
Zijn rug werd een tijd verzorgd in een ziekenhuis in New York, maar hij hield er een blijvend letsel aan over. Op zoek naar werk in zijn thuisland merkte hij snel dat zijn Franse status en roem hem niet gevolgd waren. Hij nam meerdere baantjes aan, werkte als parfumverkoper, beveiligingsagent en als tolk voor Louis Armstrong. Zijn rugletsel maakte hem evenwel deels arbeidsongeschikt. Eveneens trachtte hij zijn Parijse nachtclub te heropenen, maar deze was tijdens de nazibezetting vernietigd. Hij verkreeg van de Franse overheid wel een schadeloosstelling die hem in staat stelde een appartement te kopen in Harlem.
In 1949 raakte hij betrokken in de Peekskill Riots waar hij door ordediensten en opposanten werd neergeslagen.
Zijn dochters huwden, en Bullard bleef alleen in zijn appartement met foto's als herinnering aan zijn vele bekende voormalige vrienden en zijn 15 militaire eretekens ingekaderd. Zijn laatste baan was liftbediende in het Rockefeller Center.
In 1954 werd hij door de Franse regering uitgenodigd om samen met twee Franse militairen de eeuwige vlam bij het Graf van de Onbekende Soldaat onder de Arc de Triomphe heraan te steken. In 1959 werd hij tot Ridder geslagen in het Franse Legioen van Eer.
Bij terugkeer in de Verenigde Staten verviel hij evenwel in armoede. Hij overleed aan de gevolgen van een maagkanker op zevenenzestigjarige leeftijd in New York. Hij werd met Franse militaire eer begraven op Flushing Cemetery, een begraafplaats in Queens, waar Louis Armstrong ook begraven ligt.

## Herinnering
In 1972 verscheen het boek The Black Swallow of Death waarin zijn wedervaren als Frans piloot werd beschreven. 
Op 23 augustus 1994, drieëndertig jaar na zijn overlijden en zevenenzeventig jaar na de dag waarop hij zou moeten toegelaten geweest zijn te vliegen voor zijn land, werd hij postuum tot tweede luitenant benoemd van de United States Air Force.
In 2006 verscheen de film Flyboys, een vrije aanpassing van het verhaal van de Escadrille La Fayette in de Eerste Wereldoorlog waarin zijn rol eveneens werd aangeduid.

## Eretekens
- Ridder in het Legioen van Eer
- Croix de Guerre
- La Croix du combattant volontaire
- World War I commemorative medal
- World War I Victory medal
- Medal of Freedom
- World War II commemorative medal